# Resultados do Carnaval de Niterói em 2016
Resultados do Carnaval de Niterói em 2016

## Resultados

### Grupo Principal
| Pos | Escola                | Pts   | Classificação ou rebaixamento            |
| --- | --------------------- | ----- | ---------------------------------------- |
| 1º  | Folia do Viradouro    | 197,0 |                                          |
| 2º  | Sabiá                 | 195,5 |                                          |
| 3º  | Império de Araribóia  | 193,5 |                                          |
| 4º  | Alegria da Zona Norte | 192,5 |                                          |
| 5º  | Região Oceânica       | 189,5 |                                          |
| 6º  | Grupo dos Quinze      | 187,0 |                                          |
| 7º  | Souza Soares          | 186,0 |                                          |
| 8º  | Magnólia Brasil       | 183,0 | Rebaixada para o Grupo de Acesso em 2017 |
| 9º  | Cacique da São José   | 178,5 | Rebaixada para o Grupo de Acesso em 2017 |

### Grupo de Acesso
| Colocação | Escola                | Pontos | Nota                                              |
| --------- | --------------------- | ------ | ------------------------------------------------- |
| 1º        | Combinado do Amor     | 193,0  | Promovida ao Grupo Especial em 2017               |
| 2º        | Bafo do Tigre         | 191,5  |                                                   |
| 3º        | Experimenta           | 190,0  |                                                   |
| 4º        | Unidos do Sacramento  | 188,5  |                                                   |
| 5º        | Tá Mole Mas é Meu     | 186,5  |                                                   |
| 6º        | Galo de Ouro          | 184,5  |                                                   |
| 7º        | Mocidade de Icaraí    | 183,0  |                                                   |
| 8º        | Balanço do Fonseca    | 182,5  |                                                   |
| 9º        | Independente do Boaçu | 181,0  | Rebaixada para o Grupo Especial de Enredo em 2017 |
| 10º       | União da Engenhoca    | 167,0  | Rebaixada para o Grupo Especial de Enredo em 2017 |

### Grupo B
| Colocação | Escola                   | Pontos | Nota                                 |
| --------- | ------------------------ | ------ | ------------------------------------ |
| 1º        | Garra de Ouro            | 184,0  | Promovida ao Grupo de Acesso em 2017 |
| 2º        | Fora de Casa             | 183,0  |                                      |
| 3º        | Amigos da Ciclovia       | 181,0  |                                      |
| 4º        | Banda Batistão           | 174,5  |                                      |
| 5º        | União do Maruí           | 174,5  |                                      |
| 6º        | Bem Amado                | 172,5  |                                      |
| 7º        | Unidos do Barro Vermelho | 166,0  |                                      |
| 8º        | Grilo da Fonte           | 164,5  |                                      |
| 9º        | Unidos do Castro         | 163,5  |                                      |
| 10º       | Tá Rindo Por Que?        | 163,0  |                                      |